# Serie A1 1993-1994 (pallacanestro maschile)
Il campionato di Serie A1 1993-1994 è stato il settantaduesimo massimo campionato di pallacanestro maschile in Italia ed è stato vinto dalla Virtus Bologna.

## Formula
Le 16 squadre si incontrano in un girone all'italiana, con partite di andata e ritorno. Le prime 10 classificate accedono ai play-off insieme alle prime due classificate della serie A2. I play-off si disputano al meglio delle tre gare, ad eccezione della finalissima che si gioca al meglio delle cinque gare. Le squadre classificate dall'11º al 14º posto partecipano ai play-out insieme a otto squadre della Serie A2 (classificate dal 3º al 10º posto). Le dodici squadre vengono divise in due gironi (verde e giallo) di sei squadre ciascuno che si affrontano in un torneo all'italiana con partite di andata e ritorno. La Fortitudo Bologna inizia la stagione con una penalizzazione di -6 punti per tentata frode sportiva .
Le ultime due squadre classificate in Serie A1 retrocedono direttamente in Serie A2. La Burghy Roma, retrocessa in A2 al termine della stagione, viene ripescata in seguito al fallimento della Aurora Desio.

## Stagione regolare

### Classifica
|  |     | Classifica stagione regolare 1993-1994 | Pt | G  | V  | P  | PtF  | PtS  |
|  | --- | -------------------------------------- | -- | -- | -- | -- | ---- | ---- |
|  | 1.  | Buckler Beer Bologna                   | 48 | 30 | 24 | 6  | 2651 | 2435 |
|  | 2.  | Scavolini Pesaro                       | 42 | 30 | 21 | 9  | 2625 | 2548 |
|  | 3.  | Stefanel Trieste                       | 40 | 30 | 20 | 10 | 2584 | 2423 |
|  | 4.  | Glaxo Verona                           | 40 | 30 | 20 | 10 | 2539 | 2355 |
|  | 5.  | Recoaro Milano                         | 36 | 30 | 18 | 12 | 2740 | 2637 |
|  | 6.  | Filodoro Bologna (-6)                  | 32 | 30 | 19 | 11 | 2506 | 2375 |
|  | 7.  | Pfizer Reggio Calabria                 | 32 | 30 | 16 | 14 | 2547 | 2536 |
|  | 8.  | Benetton Treviso                       | 30 | 30 | 15 | 15 | 2480 | 2446 |
|  | 9.  | Kleenex Pistoia                        | 28 | 30 | 14 | 16 | 2588 | 2593 |
|  | 10. | Bialetti Montecatini                   | 24 | 30 | 12 | 18 | 2472 | 2551 |
|  | 11. | Campeginese Reggio Emilia              | 24 | 30 | 12 | 18 | 2582 | 2673 |
|  | 12. | Shampoo Clear Cantù                    | 22 | 30 | 11 | 19 | 2465 | 2523 |
|  | 13. | Onyx Caserta                           | 22 | 30 | 11 | 19 | 2678 | 2816 |
|  | 14. | Baker Livorno (-1)                     | 21 | 30 | 11 | 19 | 2412 | 2606 |
|  | 15. | Burghy Roma                            | 20 | 30 | 10 | 20 | 2666 | 2782 |
|  | 16. | Acqua Lora Venezia                     | 12 | 30 | 6  | 24 | 2370 | 2606 |

## Play-off
| Ottavi di finale | Ottavi di finale       | Ottavi di finale | Ottavi di finale | Ottavi di finale |  |  | Quarti di finale | Quarti di finale       | Quarti di finale | Quarti di finale | Quarti di finale |  |  | Semifinali | Semifinali           | Semifinali | Semifinali | Semifinali |  |  | Finale | Finale               | Finale | Finale | Finale | Finale | Finale |
|                  |                        |                  |                  |                  |  |  |                  |                        |                  |                  |                  |  |  |            |                      |            |            |            |  |  |        |                      |        |        |        |        |        |
| 1                | Buckler Beer Bologna   |                  |                  |                  |  |  |                  |                        |                  |                  |                  |  |  |            |                      |            |            |            |  |  |        |                      |        |        |        |        |        |
|                  | bye                    |                  |                  |                  |  |  |                  | Buckler Beer Bologna   | 86               | 76               |                  |  |  |            |                      |            |            |            |  |  |        |                      |        |        |        |        |        |
| 8                | Benetton Treviso       | 107              | 90               | 92               |  |  | Benetton Treviso | 82                     | 75               |                  |                  |  |  |            |                      |            |            |            |  |  |        |                      |        |        |        |        |        |
| 9                | Kleenex Pistoia        | 81               | 100              | 80               |  |  |                  |                        |                  |                  |                  |  |  |            | Buckler Beer Bologna | 79         | 69         | 77         |  |  |        |                      |        |        |        |        |        |
| 4                | Glaxo Verona           |                  |                  |                  |  |  |                  |                        |                  |                  |                  |  |  |            | Glaxo Verona         | 72         | 72         | 55         |  |  |        |                      |        |        |        |        |        |
|                  | bye                    |                  |                  |                  |  |  |                  | Glaxo Verona           | 80               | 89               |                  |  |  |            |                      |            |            |            |  |  |        |                      |        |        |        |        |        |
| 5                | Recoaro Milano         | 103              | 83               | 85               |  |  | Recoaro Milano   | 78                     | 86               |                  |                  |  |  |            |                      |            |            |            |  |  |        |                      |        |        |        |        |        |
| 2A2              | Elecon Desio           | 86               | 86               | 78               |  |  |                  |                        |                  |                  |                  |  |  |            |                      |            |            |            |  |  |        | Buckler Beer Bologna | 85     | 81     | 88     | 66     | 79     |
| 6                | Filodoro Bologna       | 93               | 73               | 84               |  |  |                  |                        |                  |                  |                  |  |  |            |                      |            |            |            |  |  |        | Scavolini Pesaro     | 80     | 87     | 76     | 73     | 68     |
| 1A2              | Cagiva Varese          | 83               | 83               | 76               |  |  |                  | Filodoro Bologna       | 61               | 79               | 72               |  |  |            |                      |            |            |            |  |  |        |                      |        |        |        |        |        |
| 3                | Stefanel Trieste       |                  |                  |                  |  |  | Stefanel Trieste | 68                     | 66               | 73               |                  |  |  |            |                      |            |            |            |  |  |        |                      |        |        |        |        |        |
|                  | bye                    |                  |                  |                  |  |  |                  |                        |                  |                  |                  |  |  |            | Stefanel Trieste     | 91         | 79         | 82         |  |  |        |                      |        |        |        |        |        |
| 7                | Pfizer Reggio Calabria | 83               | 76               | 86               |  |  |                  |                        |                  |                  |                  |  |  |            | Scavolini Pesaro     | 85         | 88         | 84         |  |  |        |                      |        |        |        |        |        |
| 10               | Bialetti Montecatini   | 74               | 102              | 76               |  |  |                  | Pfizer Reggio Calabria | 70               | 66               |                  |  |  |            |                      |            |            |            |  |  |        |                      |        |        |        |        |        |
| 2                | Scavolini Pesaro       |                  |                  |                  |  |  | Scavolini Pesaro | 83                     | 70               |                  |                  |  |  |            |                      |            |            |            |  |  |        |                      |        |        |        |        |        |
|                  | bye                    |                  |                  |                  |  |  |                  |                        |                  |                  |                  |  |  |            |                      |            |            |            |  |  |        |                      |        |        |        |        |        |

## Play-out
I play-out sono organizzati in due gironi da 6 squadre ciascuno; tutte le squadre si sfidano in partite di andata e ritorno. Vi partecipano le classificate dall'11º al 14º posto di Serie A1, e le classificate dal 3º al 10º posto di Serie A2. La prima classificata di ogni girone giocherà la stagione 1994-1995 in Serie A1, le altre in Serie A2.

### Girone verde
|  |    | Classifica play-out verde 1993-94 | Pt | G  | V | P | PtF | PtS |
|  | -- | --------------------------------- | -- | -- | - | - | --- | --- |
|  | 1. | Olitalia Siena                    | 16 | 10 | 8 | 2 | -   | -   |
|  | 2. | Baker Livorno                     | 14 | 10 | 7 | 3 | -   | -   |
|  | 3. | Clear Cantù                       | 10 | 10 | 5 | 5 | -   | -   |
|  | 4. | Francorosso Torino                | 10 | 10 | 5 | 5 | -   | -   |
|  | 5. | Floor Padova                      | 6  | 10 | 3 | 7 | -   | -   |
|  | 6. | Teamsystem Fabriano               | 4  | 10 | 2 | 8 | -   | -   |

- Olitalia Siena promossa in Serie A1; Baker Livorno e Clear Cantù retrocesse in Serie A2.

### Girone giallo
|  |    | Classifica play-out giallo 1993-94 | Pt | G  | V | P | PtF | PtS |
|  | -- | ---------------------------------- | -- | -- | - | - | --- | --- |
|  | 1. | Campeginese Reggio Emilia          | 14 | 10 | 7 | 3 | -   | -   |
|  | 2. | Olio Monini Rimini                 | 12 | 10 | 6 | 4 | -   | -   |
|  | 3. | Telemarket Forlì                   | 12 | 10 | 6 | 4 | -   | -   |
|  | 4. | Banco Sardegna Sassari             | 10 | 10 | 5 | 5 | -   | -   |
|  | 5. | Newprint Napoli                    | 6  | 10 | 3 | 7 | -   | -   |
|  | 6. | Onyx Caserta                       | 6  | 10 | 3 | 7 | -   | -   |

- Campeginese Reggio Emilia resta in Serie A1; Onyx Caserta retrocessa in Serie A2.

## Verdetti
- Campione d'Italia:  Buckler Beer Bologna

Formazione: Christian Barzanti, Augusto Binelli, Damiano Brigo, Roberto Brunamonti, Flavio Carera, Claudio Coldebella, Predrag Danilović, Andrea Giacchino, Cliff Levingston, Paolo Moretti, Riccardo Morandotti, Gianluca Porfiri, Alessandro Romboli, Giampiero Savio, Russ Schoene, Daniele Soro. Allenatore: Alberto Bucci.
- Retrocessioni in Serie A2: Acqua Lora Venezia, Baker Livorno, Clear Cantù e Onyx Caserta.
- Ripescaggio in Serie A1 in seguito al fallimento dell'Aurora Desio: Burghy Roma.
- A fine stagione la Baker Livorno viene esclusa da ogni campionato a seguito di una fidejussione fasulla presentata alla FIP.